# Аракава, Тика
Тика Аракава (яп. 荒川 ちか Аракава Тика, род. 27 июля 1999 года в Иокогаме) — японская актриса.

## Биография
Тика Аракава в шоу-бизнесе с 2003 года. В кино дебютировала в 2007 году.
В 2010 году Тика была утверждена на главную роль в фильме Сергея Бодрова-старшего «Дочь якудзы». На эту роль она была отобрана среди множества претенденток на проходившем в Японии кастинге. Ради фильма Тика один месяц изучала русский язык. За роль в фильме в 2011 году получила приз за лучшую женскую роль на Международном кинофестивале Comedy Cluj (Румыния).

## Фильмография
- 2007 — Asyl: Park and Love Hotel
- 2007 — Апартамент 1303
- 2008 — Томи против Томи
- 2009 — Сестричка-мечница 2
- 2009 — Шоковый лабиринт
- 2010 — Дочь якудзы — Юрико